# St. Johannes (Neustadt in Holstein)

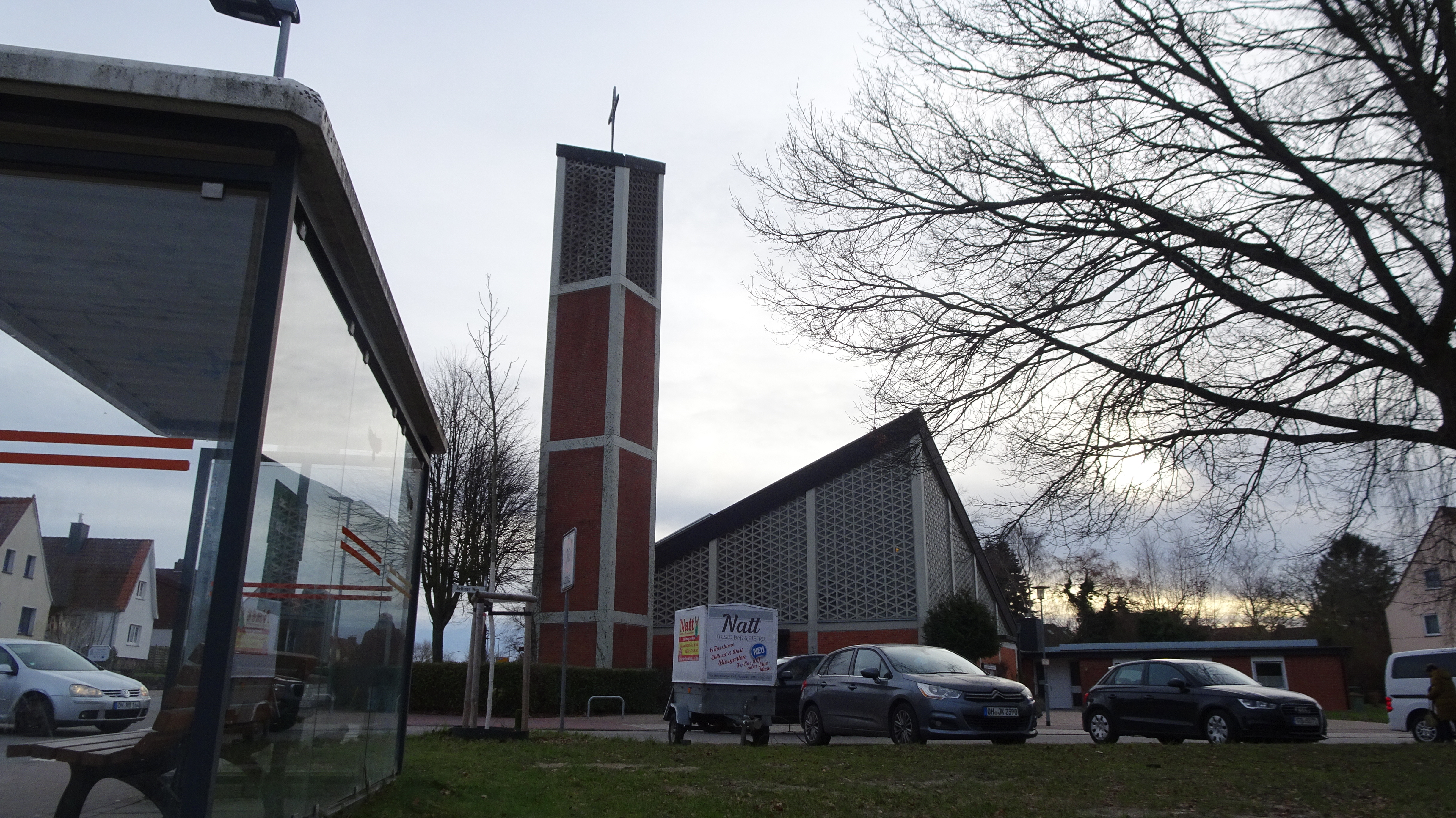
St.-Johannes-Kirche

Die St.-Johannes-Kirche ist ein katholisches Kirchengebäude der Moderne in Neustadt in Holstein.

## Geschichte
Für die wenigen Katholiken in Ostholstein war seit der Reformation die Stadt Eutin das seelsorgerische Zentrum. Die erste katholische Kirche wurde dort im Jahre 1880 errichtet, in den Orten der Umgebung wurden von dort aus gelegentlich Gottesdienste durchgeführt. Nach dem 1. Weltkrieg fanden die Gottesdienste im Landeskrankenhaus in Neustadt statt. Viele Katholiken kamen mit dem Flüchtlingsstrom gegen Ende des 2. Weltkrieges auch nach Ostholstein, dadurch wurde Neustadt im Herbst 1945 ein Seelsorgebezirk der katholischen Kirchengemeinde Oldenburg in Holstein. Die heilige Messe wurde zunächst in der evangelischen Stadtkirche in Neustadt durch dorthin verschlagenen Divisionspfarrer Anton Poschmann gehalten. Das kirchliche und religiöse Leben konnte sich normalisieren, als die Kirchengemeinde die kleine Hospitalkirche am Hafen von der Stadt Neustadt pachtete. Pfarrer Anton Poschmann erhielt bei der Erteilung des Religionsunterrichts Unterstützung von dem Lehrer und Organisten Packheiser. Doch schon bald zeigte sich, dass die Hospitalkirche zu klein für die vielen Besucher der Kirche war. Deshalb befasste man sich schon Anfang der 50er Jahre mit der Planung einer neuen, größeren und modernen Kirche. Das Vorhaben wurde jedoch durch die angespannte Finanzlage des Bistums Osnabrück und durch die Schwierigkeiten bei der Beschaffung des Grundstückes verzögert.

## Baugeschichte
Der Grundstein der Kirche, des Pfarrhauses und der Seelsorgeräume konnte im Jahr 1960 an der Ecke Danziger Straße/Rettiner Weg gelegt werden. Der Architekt des Kirchengebäudes war Georg Lippsmeier aus Düsseldorf. Das heilige Messopfer wurde zum ersten Mal am 24. Juni 1961, dem Fest Johannes des Täufers, der auch der Namenspatron der Kirche ist, gefeiert. Der Bau und die Ausstattung der Kirche wurden durch großzügige Spenden der Neustädter Katholiken, der Stadt Neustadt und durch zahlreiche Kurgäste unterstützt. Konsekriert wurde die Kirche am 25. März 1963 durch den Bischof Helmut Hermann Wittler.
Der Seelsorgebezirk Neustadt und Umgebung wurde am 1. Juli 1961 selbstständig. Für die vielgefächerte Gemeindearbeit, die sich allmählich entwickelte, waren jedoch keine entsprechenden Räume vorhanden. Am Rettiner Weg erwarb die Kirchengemeinde deshalb im Jahr 1978 ein Nachbargrundstück, auf dem 1982 das jetzige Gemeindezentrum errichtet wurde.
Seit Juli 2025 ist das Gebäude als Kulturdenkmal ausgewiesen.

## Innenraum
Der Innenraum, der nur eine kleine Grundfläche hat, schafft es dennoch eine engere Verbindung zwischen den Besuchern und dem Altarraum herzustellen, als es in einer langschiffigen Kirche möglich wäre. Einen glücklichen Dreiklang der Bauelemente bilden das Mauerwerk, der Beton und das Glas. Die tragende Konstruktion des Baues wird durch das Betonskelett gebildet. Bei den unteren Zonen sind die Zwischenräume mit Steinen ausgemauert und von außen mit roten Ziegeln verdeckt. Sogenannte Betonwaben füllen die oberen Felder des Kirchenbaues aus. Sie sollen die dem gotischen Flechtwerk der alten Dome gleichen. Mit der Empore weist die Kirche rund zweihundert Sitzplätze und eine hohe Zahl an Stehplätzen auf. Die Hamburger Glasmalerin Ursula Querner-Wallner übernahm die farbige Verglasung der rund 4.000 Betonwaben, die zwischen den Betonpfeilern des Bauwerkes den filigranartig angeordneten Oberteil der Kirche bilden.

## Äußere Architektur
Durch das Satteldach, das über die Diagonale des quadratischen Kirchenbaus gelegt ist, wird von außen eine architektonisch eigenartige Wirkung erzielt. Sie hebt das Gebäude aus seiner Umgebung heraus und lässt es am Schnittpunkt dieser exponierten Stelle zweier Straßen gut zur Geltung kommen.
Der 21 m hohe Turm, der in ähnlicher Bauweise gestaltet ist, bestimmt das Bild der St.-Johannes-Kirche.

## Glocken
Im Turm der Kirche befindet sich ein dreistimmiges Geläut. Es erklingt im Pater-Noster-Motiv mit der Tonfolge h1–des2–es2.